# Exodus (album van Bob Marley & The Wailers)
Exodus is een rootsreggae album van Bob Marley & The Wailers uit 1977, dat over het algemeen wordt gezien als zijn beste album. Het album werd vrijwel geheel opgenomen in Londen.
Het was hun negende studioalbum, ook al werden de eerste 6 uitgebracht onder de naam The Wailers. Toen bevatte de band ook nog Bunny Livingston en Peter Tosh.
De singles van het album waren Jamming, Waiting in Vain en One Love/People Get Ready. Maar ook Three Little Birds en Natural Mystic worden tot het beste van Marley gerekend.

## Geschiedenis
Het vorige album van Bob Marley & The Wailers, Rastaman Vibration, werd slecht ontvangen. Slechts de single War kwam in de hitlijsten te staan. The Wailers waren dus zeer blij toen het album zo goed scoorde.
Ook Bob Marley zelf was tevreden over het album, aangezien hij weer in de hitlijsten wilde komen. Het album was succesrijk, aangezien alle singles goed scoorden.
Bob Marley had destijds net te horen gekregen dat hij aan kanker leed. In 1981 zou hij hier aan overlijden. Dit kon voorkomen worden door de teen waar de kanker zat eraf te halen, maar dat was tegen het rastafari geloof van Marley die zeer gelovig was.
Singles van het album waren:
- Jamming
- Waiting In Vain
- One Love/People Get Ready
- In sommige landen werd ook Natural Mystic als single uitgegeven. Dit nummer kreeg vooral faam omdat Marley zijn concerten er meestal mee startte.

## Prijzen
- Het tijdschrift TIME noemde Exodus het beste album van de 20e eeuw.[5]
- Op een lijst van het Engelse televisienetwerk VH1 eindigde het als 26e beste album ooit.
- In 2003 plaatste Rolling Stone het album op plaats 169 van de lijst The 500 Greatest Albums of All Time.[6]

## Nummers
Alle nummers zijn geschreven door Bob Marley, behalve waar aangegeven.

### Originele uitgave
| Nr. | Titel                 | Duur |
| --- | --------------------- | ---- |
| 1.  | Natural Mystic        | 3:28 |
| 2.  | So Much Things to Say | 3:08 |
| 3.  | Guiltiness            | 3:19 |
| 4.  | The Heathen           | 2:32 |
| 5.  | Exodus                | 7:39 |

| Nr. | Titel                                                   | Duur |
| --- | ------------------------------------------------------- | ---- |
| 1.  | Jamming                                                 | 3:31 |
| 2.  | Waiting in Vain                                         | 4:15 |
| 3.  | Turn Your Lights Down Low                               | 3:39 |
| 4.  | Three Little Birds                                      | 3:00 |
| 5.  | One Love/People Get Ready (Bob Marley, Curtis Mayfield) | 2:53 |

### Deluxe Editie (2001)

#### Cd 1
Cd 1 bevat de originele nummers met een aantal bonustracks.

| Nr. | Titel                                             | Duur |
| --- | ------------------------------------------------- | ---- |
| 11. | Roots                                             | 3:44 |
| 12. | Waiting in Vain (alternatieve versie)             | 4:44 |
| 13. | Jammin' (lange versie, B-zijde van de 12"-single) | 5:52 |
| 14. | Jammin' (alternatieve versie)                     | 3:06 |
| 15. | Exodus (B-zijde van "Exodus"-single)              | 3:08 |

#### Cd 2
Cd 2 bevat de Exodus tour live in het Rainbow Theatre in Londen, op 4 juni 1977. Nummers 6-9 zijn afkomstig van sessies met Lee Perry, juli-augustus 1977.

| Nr. | Titel                                                        | Duur  |
| --- | ------------------------------------------------------------ | ----- |
| 1.  | The Heathen                                                  | 6:48  |
| 2.  | Crazy Baldhead/Running Away                                  | 9:22  |
| 3.  | War/No More Trouble                                          | 7:44  |
| 4.  | Jammin'                                                      | 7:07  |
| 5.  | Exodus                                                       | 11:49 |
| 6.  | Punky Reggae Party (A-zijde van Jamaicaanse 12"-single)      | 9:19  |
| 7.  | Punky Reggae Party (dub, B-zijde van Jamaicaanse 12"-single) | 8:50  |
| 8.  | Keep On Moving (originele mix)                               | 6:26  |
| 9.  | Keep On Moving (dub, originele mix)                          | 7:15  |
| 10. | Exodus Advertisement                                         | 1:08  |

## Personeel
- Bob Marley - leadzang, slaggitaar, akoestische gitaar, percussie
- Aston "Family Man" Barrett - basgitaar, gitaar, percussie
- Carlton Barrett - drums, percussie
- Tyrone Downie - keyboard, percussie, achtergrondzang
- Alvin "Seeco" Patterson - percussie
- Julian (Junior) Marvin - leadgitaar
- I Threes (Rita Marley, Marcia Griffiths, Judy Mowatt) - achtergrondzang
- Karl Pitterson - geluidstechnicus
- Guy Bidmead, Terry Barham - assistent-geluidstechinici
- Aston Barrett, Chris Blackwell, Karl Pitterson - mixen
- Adrian Boot, Neville Garrick - fotografie
- Neville Garrick – grafische vormgeving

## Hitnoteringen
| Exodus in de Nederlandse Album Top 100 - binnen: 04-06-1977 | Exodus in de Nederlandse Album Top 100 - binnen: 04-06-1977 | Exodus in de Nederlandse Album Top 100 - binnen: 04-06-1977 | Exodus in de Nederlandse Album Top 100 - binnen: 04-06-1977 | Exodus in de Nederlandse Album Top 100 - binnen: 04-06-1977 | Exodus in de Nederlandse Album Top 100 - binnen: 04-06-1977 | Exodus in de Nederlandse Album Top 100 - binnen: 04-06-1977 | Exodus in de Nederlandse Album Top 100 - binnen: 04-06-1977 | Exodus in de Nederlandse Album Top 100 - binnen: 04-06-1977 | Exodus in de Nederlandse Album Top 100 - binnen: 04-06-1977 | Exodus in de Nederlandse Album Top 100 - binnen: 04-06-1977 |
| Week                                                        | 1                                                           | 2                                                           | 3                                                           | 4                                                           | 5                                                           | 6                                                           | 7                                                           | 8                                                           | 9                                                           |                                                             |
| ----------------------------------------------------------- | ----------------------------------------------------------- | ----------------------------------------------------------- | ----------------------------------------------------------- | ----------------------------------------------------------- | ----------------------------------------------------------- | ----------------------------------------------------------- | ----------------------------------------------------------- | ----------------------------------------------------------- | ----------------------------------------------------------- | ----------------------------------------------------------- |
| Nummer                                                      | 19                                                          | 16                                                          | 12                                                          | 11                                                          | 15                                                          | 15                                                          | 18                                                          | 19                                                          | 19                                                          | uit                                                         |

Bob Marley · Junior Braithwaite · Beverley Kelso · Bunny Wailer · Peter Tosh · Cherry Smith · Constantine "Vision" Walker · Earl "Chinna" Smith · Aston Barrett · Joe Higgs · Earl Lindo · Carlton Barrett · Al Anderson · Alvin Patterson · Junior Marvin · Donald Kinsey · Tyrone Downie · I Threes (Rita Marley · Marcia Griffiths · Judy Mowatt)